# アルカディウス・スクシパシェク
アルカディウス・スクシパシェク（ポーランド語: Arkadiusz Skrzypaszek、1968年4月20日 - ）は、ポーランドの近代五種競技選手。1992年バルセロナオリンピックに出場し、個人と団体で2個の金メダルを獲得した。バルセロナオリンピックに出場後、現役を引退した。